# Primera División 1910 (Argentinië)

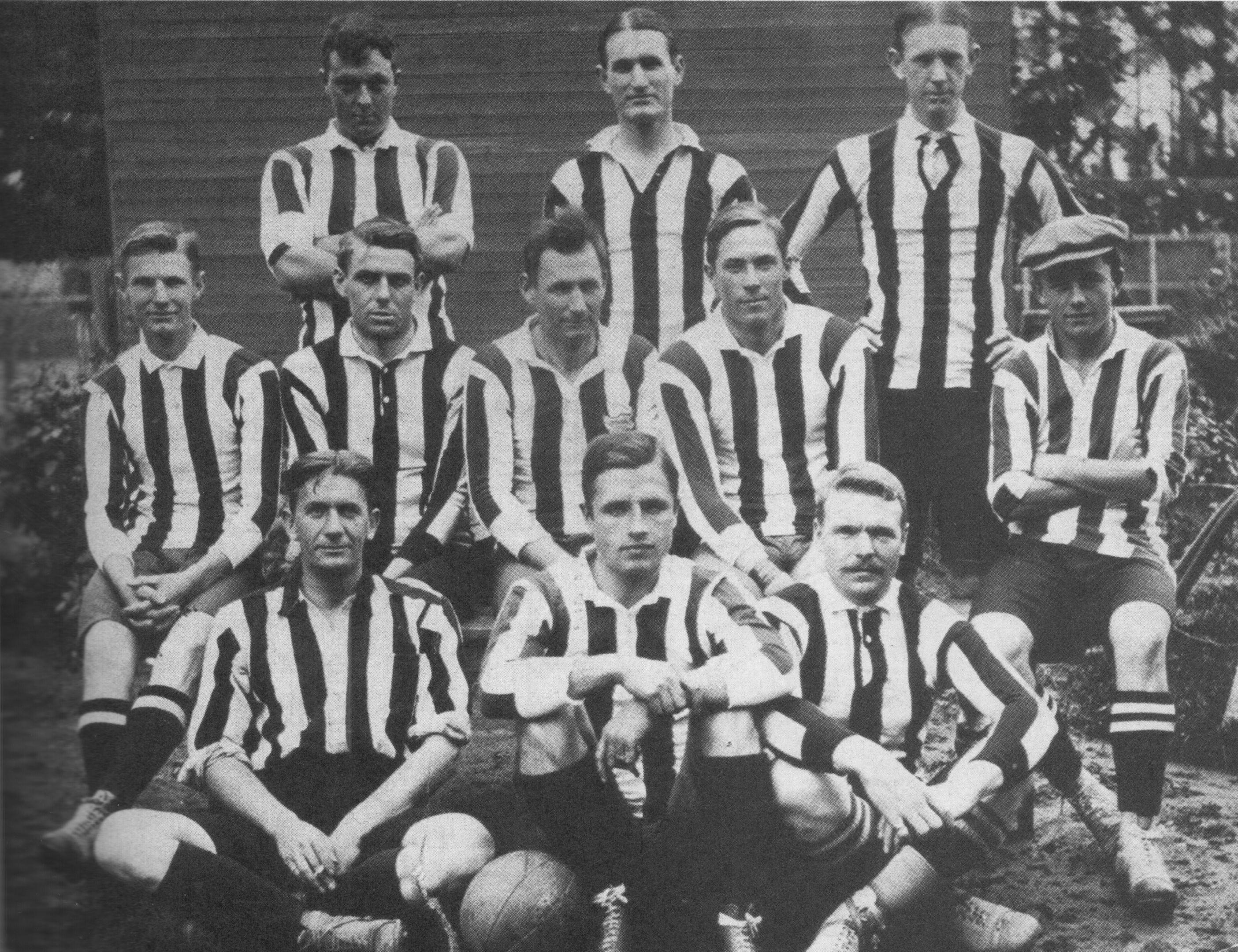
Kampioensteam van Alumni AC 1910

In 1910 werd het negentiende seizoen gespeeld van de Primera División, de hoogste voetbaldivisie van Argentinië. Alumni AC werd kampioen. 

## Eindstand
| Plaats | Club                               | Wed. | W  | G | V  | Saldo | Ptn. |
| ------ | ---------------------------------- | ---- | -- | - | -- | ----- | ---- |
| 1º     | Alumni Athletic Club               | 16   | 10 | 5 | 1  | 42:13 | 25   |
| 2º     | CA Porteño                         | 16   | 8  | 5 | 3  | 33:25 | 21   |
| 3º     | Belgrano Athletic                  | 16   | 8  | 3 | 5  | 42:24 | 19   |
| 4º     | Estudiantes Buenos Aires           | 16   | 8  | 3 | 5  | 33:29 | 19   |
| 5º     | CA San Isidro                      | 16   | 6  | 6 | 4  | 30:27 | 18   |
| 6º     | Gimnasia y Esgrima de Buenos Aires | 16   | 5  | 5 | 6  | 29:25 | 15   |
| 7º     | CA River Plate                     | 16   | 4  | 4 | 8  | 27:37 | 12   |
| 8º     | Quilmes                            | 16   | 2  | 4 | 10 | 24:52 | 8    |
| 9º     | Argentino de Quilmes               | 16   | 2  | 3 | 11 | 21:49 | 7    |

|  | Kampioen   |
|  | Degradatie |